# Kuhkopf
De Kuhkopf is een 2399 meter hoge bergtop in het Karwendelgebergte in het Oostenrijkse Tirol. De bergtop ligt aan het oostelijke uiteinde van de Noordelijke Karwendelketen. De top is het kruispunt tussen twee bergruggen en wordt daarom ook wel Kreuzgrat of Kreuzwand genoemd. De oostelijke bergrug loopt naar de Talelespitze, de zuidoostelijke bergrug valt via de Filzwand in een dalbekken, de kleine Ahornboden.
De top is door middel van een bergtocht vanuit Scharnitz via het Karwendelhaus of vanuit Hinterriß in de gemeente Vomp via de kleine Ahornboden te bereiken. Vanwege de lange wandeling door het dal vanuit zowel Scharnitz als Hinterriß is de top van de Kuhkopf enkel in een dag te bereiken indien men gebruikmaakt van een mountainbike.

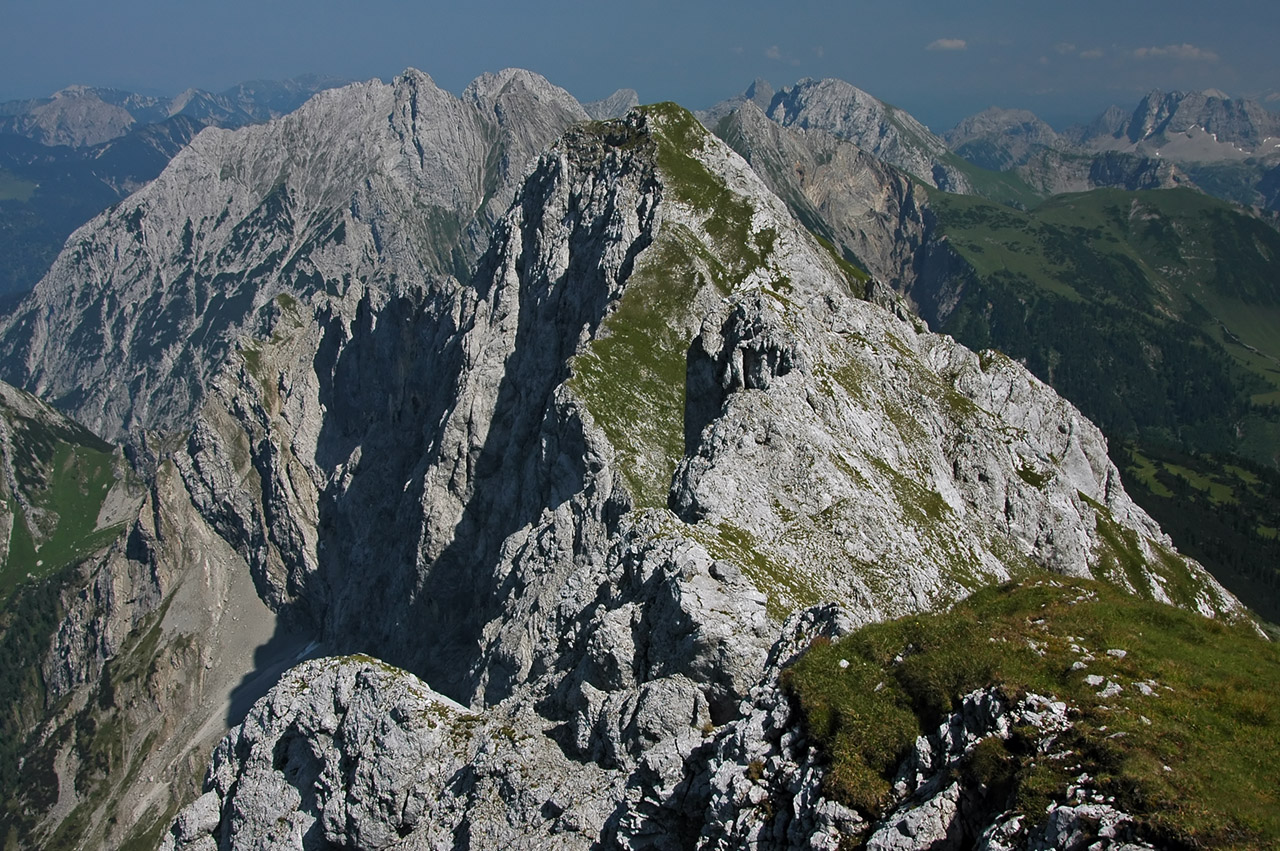
Kuhkopf Gezien vanaf het westen